# Procle (endeví)
Procle (llatí: Proclus, grec antic: Πρόκλος) de malnom Ονειροκρίτης ('intèrpret de somnis'), va ser un endeví romà d'Orient que segons diuen Teòfanes Isàuric i Cedrenus, va predir la mort de l'emperador Anastasi, i suposadament ho hauria encertat.
Sembla que era aquest Procle de qui Zonaràs diu que va incendiar la flota de Vitalià, revoltat contra Anastasi, per mitjà de miralls, però altres fonts diuen que fou per sulfur i no per miralls. Aquest fet s'ha atribuït també a Procle el Successor, filòsof contemporani de Plutarc d'Atenes.